# فيتورشيانو
فيتورشيانو هي كومونا تقع في مقاطعة فيتيربو في منطقة لاتيوم الإيطالية ، وتبعد حوالي 70 كيلومتر (43 ميل) عن شمال غرب روما وحوالي 7 كيلومتر (4 ميل) من شمال شرق فيتربو . في 31 ديسمبر 2004 ، قُدر عدد سكانها 3690 نسمة، وبلغت مساحتها 29.8 كيلومتر مربع (11.5 ميل2) .

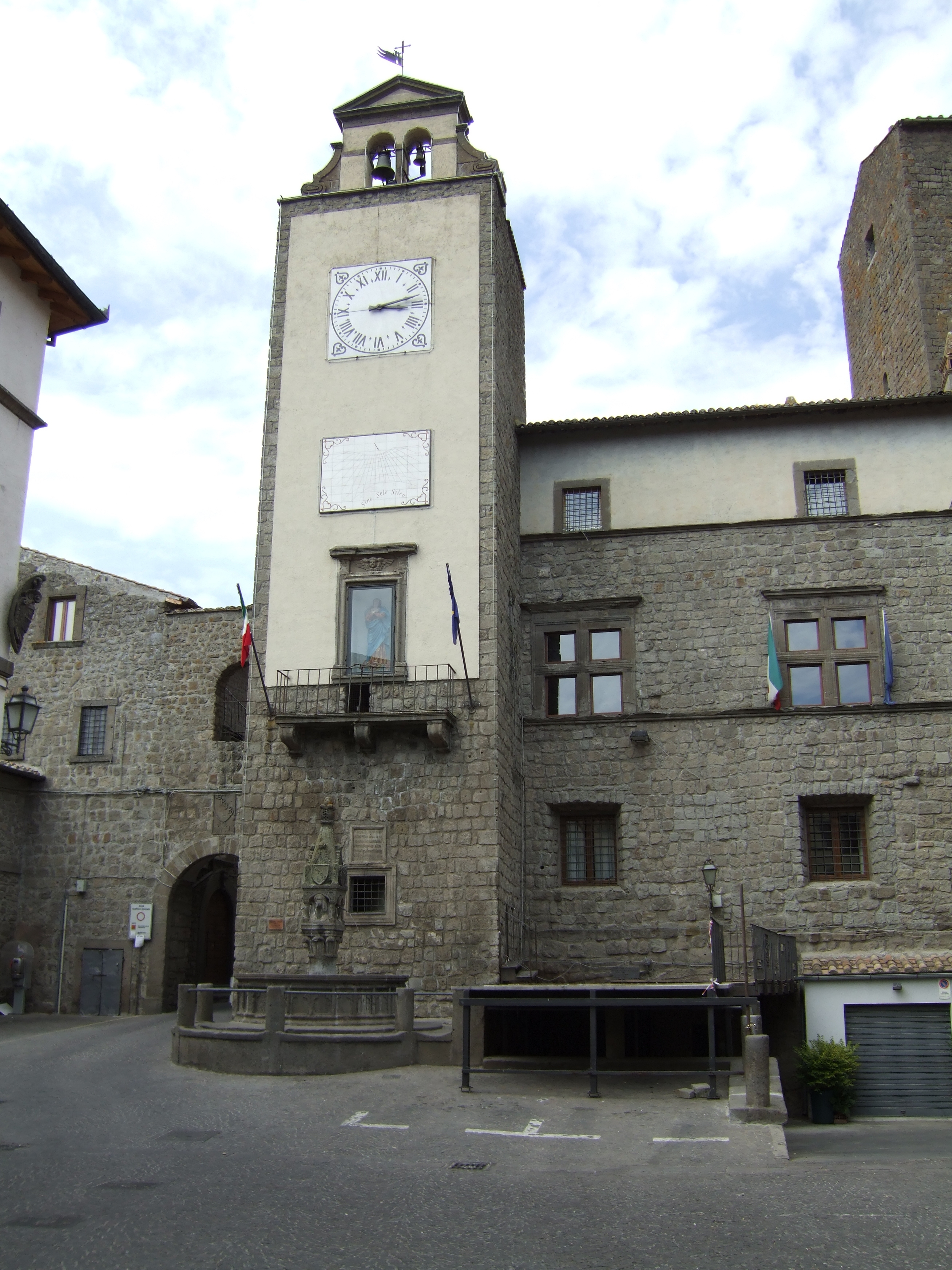
مجلس مدينة فيتورشيانو

تقع بلدة فيتورشيانو على حدود المقاطعات التالية: Bomarzo ، Soriano nel Cimino ، Viterbo .
ومن العمارات الدينية التي تقع في البلدة هي:
- سانت أنتونيو دي بادوفا - كنيسة على الطراز الكلاسيكي الحديث بُنيت عام 1793 ، بجوار دير فرنسيسكان.
- دير سانت أغنيزي - دير سابق وكنيسة
- مزار سان ميشيل أركانجيلو - مصلى من القرن الرابع عشر
- سان بيترو - كنيسة على الطراز الرومانسكي مع بوابة مزخرفة
- سانتيسيما ترينيتا - كنيسة من القرن الرابع عشر
- سانتا ماريا أسونتا في سيلو - كنيسة على الطراز الرومانسكي من القرن الثالث عشر
- مادونا دي سان نيكولا - كنيسة من القرن الخامس عشر بجدران وسقوف جدارية

## روابط خارجية
- www.comune.vitorchiano.vt.it/